# Phare de Lekeitio
Le phare de Lekeitio est un phare situé sur la falaise de Cabo de Santa Catalina à Lekeitio, dans la province du Biscaye (Pays basque) en Espagne.
Il est géré par l'autorité portuaire de Bilbao .

## Histoire
Ce phare a été mis en service en 1862 comme phare d'entrée de port. Il est situé en bord de falaise sur Cabo de Santa Catalina proche d'une chapelle éponyme. Il a d'abord été une lumière fixe rouge émise d'un appareil optique de 5e ordre. La lumière a d'abord été alimentée à l'huile d'olive puis au pétrole. En 1935, le système optique est changé pour être alimenté au gaz d'acétylène et émettre 4 éclats blancs visible jusqu'à 12 milles (environ 19 km).
En 1956, une sirène électrique est mise en fonction, avec 6 milles de portée. En 1957 le phare est totalement électrifié. En même temps un nouveau système optique et une nouvelle lanterne sont montés sur la tour qui a été rehaussée.
Le phare actuel est une tour en maçonnerie (la première moitié est octogonale et la seconde est conique), avec lanterne et galerie, attenante au bout d'une maison de gardien d'un étage. La tour est en pierre grise non peinte, le toit de la lanterne est métallique et l'habitation est peinte en blanc. En mars 2010, le bâtiment technique est devenu le Musée des phares basques.
Identifiant : ARLHS : SPA022 ; ES-00460 - Amirauté : D1502 - NGA : 1840 .